# Sepp Viellechner
 (mai 2020).
Si vous disposez d'ouvrages ou d'articles de référence ou si vous connaissez des sites web de qualité traitant du thème abordé ici, merci de compléter l'article en donnant les références utiles à sa vérifiabilité et en les liant à la section « Notes et références ».
Sepp Viellechner, de son nom civil Werner Viellechner, né le 14 janvier 1935 à Kirchseeon, est un chanteur allemand.

## Biographie
Après sa scolarité, il fait une formation de charpentier. Puis il intègre l'école d'opéra "Birna" et ensuite le Trapp-Konservatorium à Munich. À la fin des années 1950, il remporte le concours de yodel. En 1959, il signe son premier contrat d'enregistrement. Sa voix de ténor lui donne le surnom de "Caruso des montagnes".
En 1972, il fait sa première apparition à la télévision dans l'émission Lustigen Musikanten sur la ZDF. Il en fera d'autres, le plus souvent avec son teckel dans les bras.
En 1989, il participe au Grand Prix der Volksmusik en duo avec Maxl Graf. Leur chanson Kaum schau i auf'd Uhr is scho Herbst finit à la septième place.